# Ours dans l'art
Pour les articles homonymes, voir Ours (homonymie).

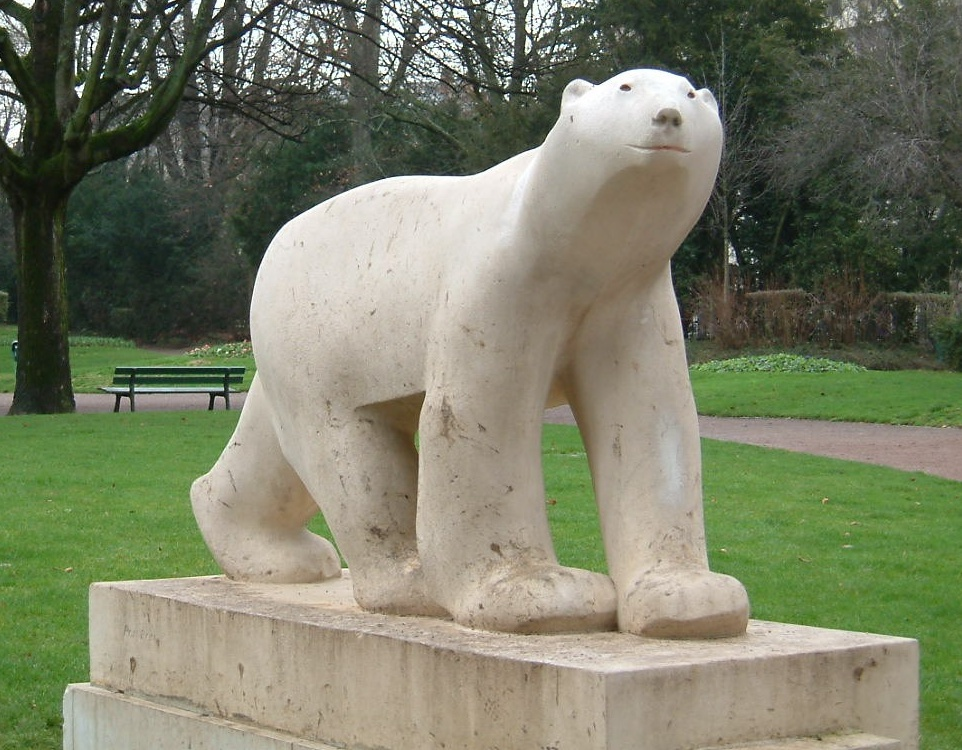
Ours blanc, reproduction d'une sculpture de François Pompon, au Square Darcy à Dijon.

L’ours est présent dans l'art depuis le paléolithique et les peintures rupestres, cet animal a inspiré nombre d'artistes, écrivains, sculpteurs ou cinéastes.

## Arts préhistoriques

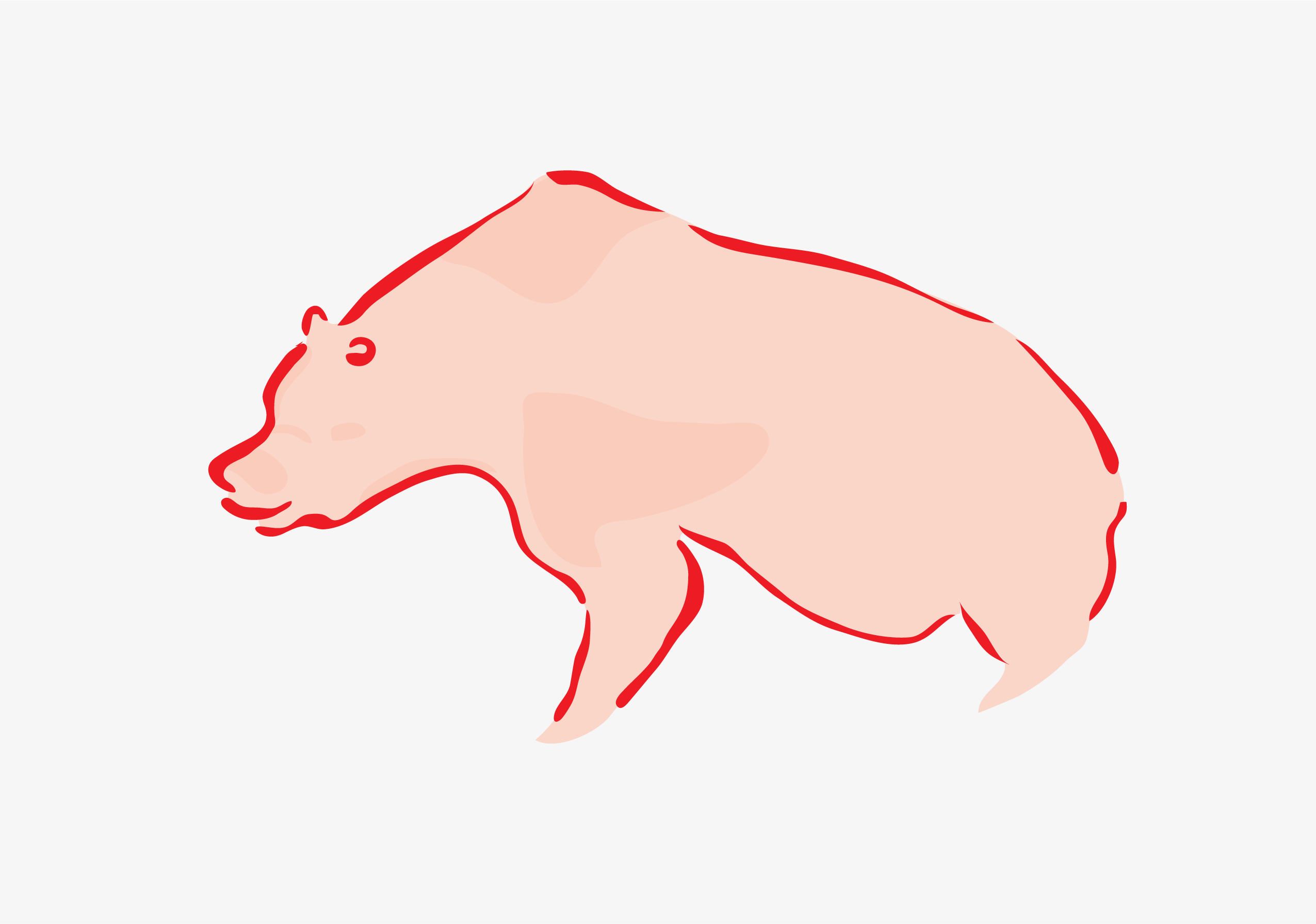
L'ours de la grotte Chauvet.

On connaît un peu de moins de 200 représentations d'ours dans l'art préhistorique, essentiellement en France. Elles se partagent entre art pariétal (art des grottes) et art mobilier et sont surtout attribuées au Magdalénien (18000 - 12000 ans avant le présent), période de grand développement des comportements symboliques.
Il existe toutefois plus d'une quinzaine de représentations attribués à l'Aurignacien (32000 - 28000 ans avant le présent) dans la grotte Chauvet (Ardèche) et plusieurs objets mobiliers, provenant d'Europe centrale, qui sont attribués au Gravettien (28000 - 22000 ans avant le présent).
La grande diversité chronologique et culturelle de ces représentations ne permet pas d'en donner une explication unique. On observe cependant des variables de représentation commune, comme une volonté fréquente d'exagération des formes, peut-être pour parvenir à une reconnaissance plus aisée de l'animal. Certains critères anatomiques et morphologiques sont fréquemment mis en avant – ceux que l'on retrouvera plus tard aussi représentés, comme la rondeur du corps ou des oreilles. Par contre, on n'observe aucune représentation évidente d'animal en position bipède (position dans laquelle il pourrait rivaliser avec l'homme) et très peu de « scènes » présentant des interactions entre l'homme et l'animal.

## Héraldique
L'usage des armoiries se généralise au milieu du XIIe siècle, et l'ours figure dans environ 5 blasons sur mille au Moyen Âge, ce qui est très peu, et s'explique probablement par le fait que cet animal avait déjà acquis une symbolique négative à l'époque de la généralisation des armoiries. Ainsi, dans un poème de Huon de Méry vers 1240, le blason à l'ours se voit associé à la félonie. La plupart des blasons à l'ours sont associées à une famille portant un nom qui évoque lui-même l'ours, à l'instar de certaines familles allemandes et danoises qui portaient un nom de roi ou de chef.

Blason de la ville d'Achères : d'argent à la tête d'ours au naturel emmuselé de gueules et annelé d'or
Blason d'Aeschi bei Spiez, en Suisse
Blason de Berlin
Ours blanc sur le blason du Groenland
Blason de Nozeroy dans le Jura

## Drapeaux

Drapeau de la Californie.

Un ours figure sur le drapeau de la Californie. Il est en effet présent et protégé dans la Sierra Nevada, en particulier dans le Parc national de Yosemite.

## Timbres

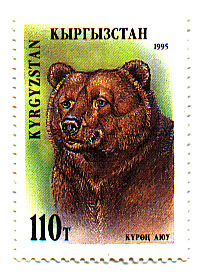
Ours brun sur un timbre du Kirghizistan en 1995
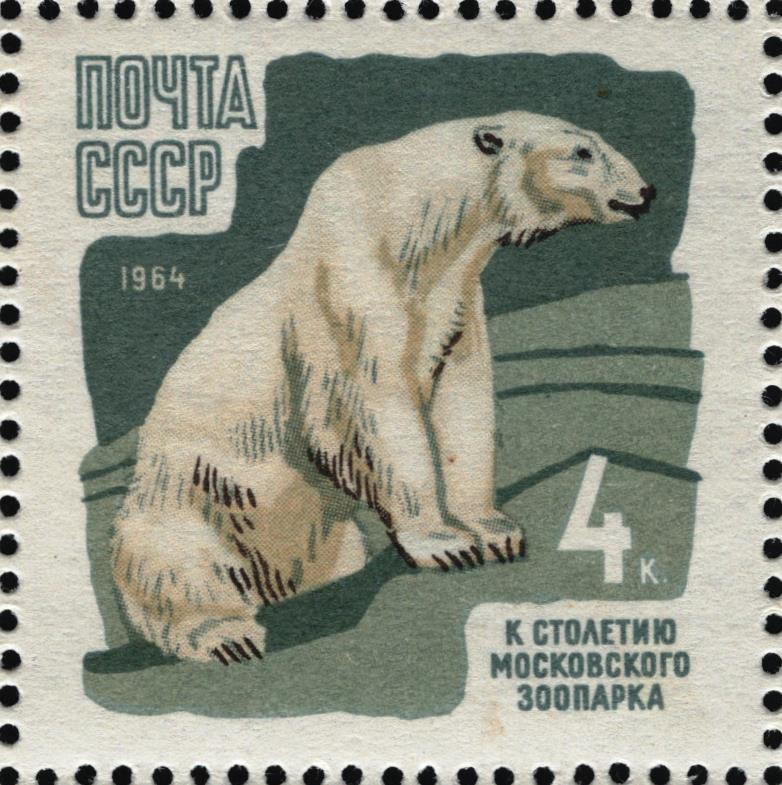
Timbre russe représentant un ours blanc du zoo de Moscou, 1964.

## Sculpture
- Ours blanc, sculpture de François Pompon

## Pictogrammes
Les panneaux de signalisation routière ou autres font preuve d'une grande variété de silhouettes plus ou moins stylisées pour avertir les automobilistes, les promeneurs de la possibilité d'une rencontre avec cet animal.

## Cinéma et télévision

### Films et séries
- 1960 : L'Ours d'Edmond Séchan
- 1980 : L'Orsalhèr (Le Montreur d'ours), de Jean Fléchet
- 1984 : Matagi le vieux chasseur d'ours de Toshio Gotoh
- 1984 : L'Hôtel New Hampshire de Tony Richardson
- 1986 : Le Clan de la caverne des ours (The Clan of the Cave Bear) de Michael Chapman
- 1988 : L'Ours de Jean-Jacques Annaud
- 1990 : L'Homme qui a vu l'homme qui a vu l'ours d'André S. Labarthe
- 1993 : L'Ours en peluche de Jacques Deray
- 1997 : La Vallée des montreurs d'ours de Francis Fourcou
- 1997 : À couteaux tirés de Lee Tamahori
- 2002 : Le Baiser de l'ours (Bear's kiss) de Sergei Bodrov
- 2002 : L'Ours rouge (Un oso rojo) d'Adrian Caetano
- 2005 : Grizzly Man de Werner Herzog
- 2012 : Ted de Seth MacFarlane
- 2014 : Paddington de Paul King
- 2015 : Ted 2 (Ted 2: Back in the Habit) de Seth MacFarlane
- 2019 : L’heure de l’ours de Agnès Patron

### Documentaires
- 2004 : Ydessa, les ours et etc. d'Agnès Varda
- 2014 : Terre des ours de Guillaume Vincent
- 2014 : Grizzly (Bears) d'Alastair Fothergill et de Keith Scholey

### Films et séries d'animation pour les enfants
Colargol est un ourson en peluche qui ne pense qu'à chanter et s'amuser, il fut créé par Olga Pouchine dans les années 1950. L'ours Paddington, lui aussi proche d'un ours en peluche, vient du Pérou pour se faire adopter par une famille anglaise et vit des tas d'aventures en se mettant dans des situations invraisemblables. Il fut créé par l'anglais Michael Bond, dans un livre intitulé A Bear called Paddington (« Un Ours nommé Paddington »), publié pour la première fois en 1958. Petit Ours Brun est un ourson brun anthropomorphe qui vit avec ses parents, apparu dans une série de petites histoires illustrées  en 1975. SuperTed est initialement un ours en peluche défectueux. Alors qu'il est mis au rebut, un être venu de l'espace lui donne vie grâce à de la poussière cosmique puis l'emmène sur un nuage où la fée Nature lui donne des pouvoirs magiques. il est le héros d'une série d'animation galloise des années 1980. La série Les petits malins met aussi en scène un ours en peluche.
Il existe aussi des productions pour enfants mettant en scène un ours réaliste, comme Bouba le petit ourson, apparu dans une série télévisée japonaise en 1977, et en 2001, L'Enfant qui voulait être un ours (Drengen der Ville Vaere Bjorn) de Jannick Astrup, qui parle des traditions du peuple inuit, et d'un petit enfant humain adopté par une ourse polaire.

#### Bonne nuit les petits
Bonne nuit les petits est une série télévisée française qui compte plusieurs centaines d'épisodes et dont le synopsis est chaque fois le même : un ours rend visite à deux enfants chaque soir avant leur coucher, s'enquiert de leur journée, de leurs soucis ou leur raconte une histoire et, avant de regagner son nuage, leur dit « Bonne nuit les petits, faites de beaux rêves ! » alors qu'une poignée de sable doré tombe en pluie sur les enfants endormis. L'ours repart sur un petit nuage au son de l'air Que ne suis-je la fougère ?, joué à la flûte à bec par le marchand de sable. Le personnage de Nounours est indissociable de la série Bonne nuit les petits.

#### Univers de Walt Disney

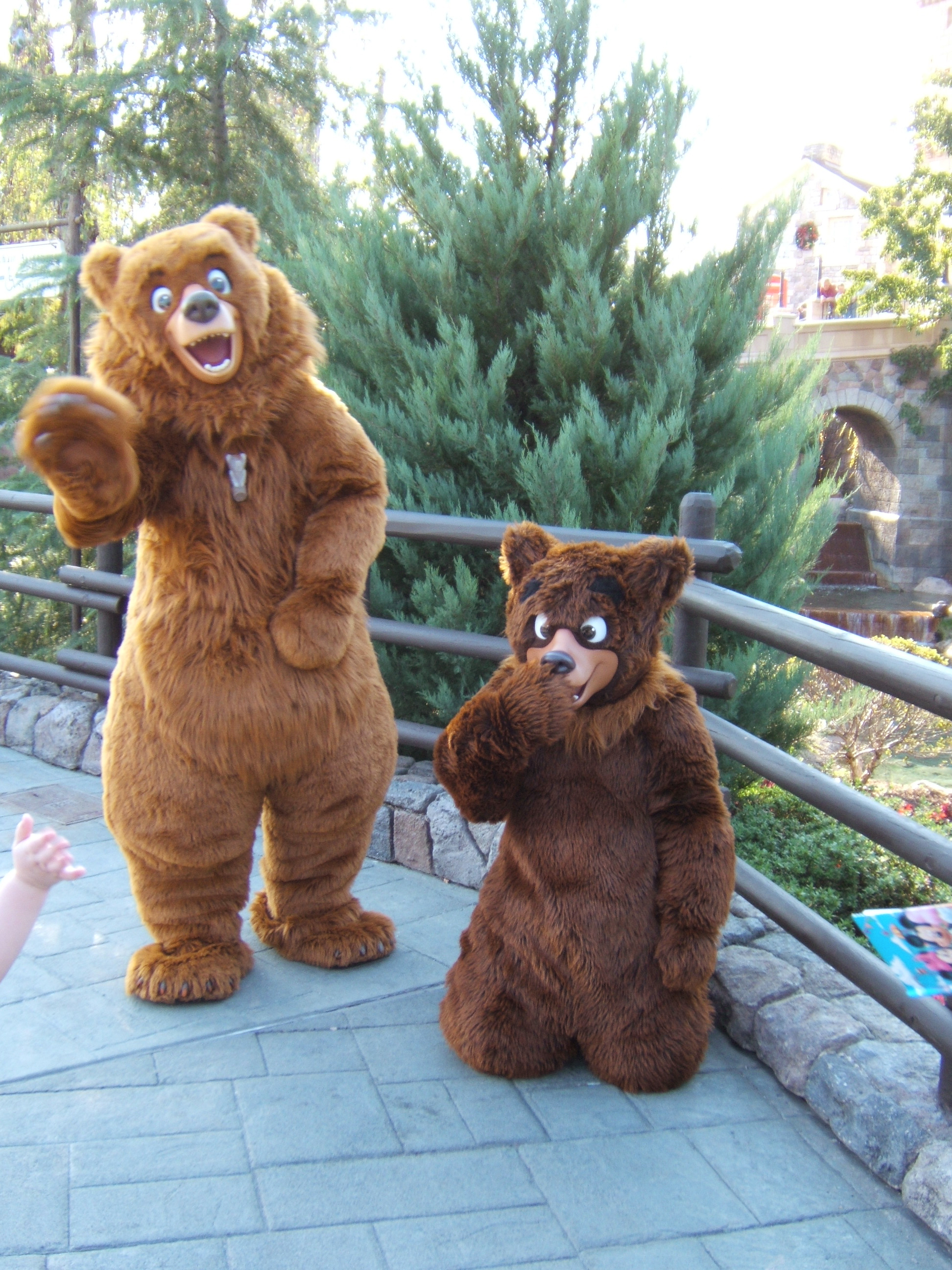
Mascottes représentant Kenaï et Koda dans Frère des ours, au parc d'Epcot.

L'univers de Walt Disney met en scène un certain nombre d'ours, dont parmi les plus anciens les méchants Basile et Boniface (Br’er Fox & Br’er Bear), créés en 1945, et le paresseux et gourmand Nicodème (Humphrey), apparu pour la première fois en 1950.
Winnie l'ourson (« Winnie the Pooh » ou « Pooh Bear ») est un ourson en peluche animé créé comme personnage le 15 octobre 1926 par Alan Alexander Milne, inspiré par son fils qu'il voyait jouer avec ses peluches. Winnie et ses amis vivent des aventures dans un univers gentil et joyeux. Adoptées et adaptées par Walt Disney, les aventures de Winnie l'ourson ont connu de nombreuses adaptations jusqu'à faire du personnage une star des produits dérivés chez les enfants de 3 à 8 ans.
L'ours Baloo, issu à l'origine du roman de Rudyard Kipling, est devenu un personnage à part entière de Disney, présent dans le long métrage d'animation Le Livre de la jungle en 1967, et sa suite Le Livre de la jungle 2 en 2003, ainsi que dans les séries télévisées Super Baloo de 1990 à 1994, et Le Livre de la jungle, souvenirs d'enfance, de 1996 à 1998.
L'un des grands classiques de Walt Disney, Frère des ours, met en scène une légende amérindienne. Kenaï est un jeune homme turbulent et aventurier, qui reçoit pour totem « l'ours de l'amour ». Lors d'une chasse à l'ours, où il affronte et tue l'animal, des esprits apparaissent et le métamorphosent en ours. Une suite est sortie en 2006 : Frère des ours 2.

## Littérature
Dans la littérature de fiction, jusqu'à la deuxième moitié du XXe siècle, l'ours est traité comme un fauve agressif et sert principalement à exalter l'héroïsme des personnages qui l'affrontent. Dans les dernières pages de son Robinson Crusoé, Daniel Defoe décrit la manière dont Vendredi, au cours d'une traversée des Pyrénées en hiver, tue un ours à la manière de son pays (ce qui peut paraître surprenant pour un natif d'une île tropicale) : Defoe s'est probablement inspiré d'une lettre de Louis de Froidour, lieutenant général des Eaux et Forêts, qui décrivait une action similaire par un paysan des Pyrénées. Dans Les Aventures du capitaine Hatteras, Jules Verne décrit l'attaque d'une maison de glace, où sont réfugiés les personnages, par une horde d'ours, qui en font le siège et l'assaut avec une organisation quasi militaire.

### 1600
- Les fables : L'Ours et les Deux Compagnons 1668, L'Ours et l'Amateur des jardins 1678 et La Lionne et l'Ourse 1678  de Jean de La Fontaine

### 1900
- Le Grizzly de James Oliver Curwood en 1916; éditions G. Crès et Cie, 224p. (Midship) en 1922.
- Les Contes de l'ours brun texte et illustrations de Benjamin Rabier. 1933 Éditions Jules Tallandier
- Bourru l'ours brun de Lida Durdikova, illustré par Feodor Rojankovsky, album du Père Castor édité par Flammarion en 1936.
- Bouzou d'Étienne Mauguin et d'Henri Levano, livre de lecture courante vers 1950, cours élémentaire, classes de 9e (CE2 actuellement) et de 10e (CE1 actuellement)
- La Fameuse Invasion de la Sicile par les ours, de Dino Buzzati, 1965.
- Liberté pour les ours (1968), premier roman de John Irving ; l'ours est l'un des thèmes qui émaillent l'œuvre de l'auteur américain.
- Dans la saga des Enfants de la terre (1980-2011) de Jean M. Auel, les hommes de Néanderthal vénèrent un ours des cavernes du nom d'Ursus
- L'Ours Barnabé (1989), bande dessinée humoristique de Philippe Coudray
- Lucie au long cours, d'Alina Reyes, Paris, Seuil, 1990. Le deuxième roman d'Alina Reyes évoque le mythe de Jean de l'Ours
- Le Bestial serviteur du pasteur Huuskonen, de Arto Paasilinna, 1995, Denoël - 2007 - pour la traduction française. (Délirantes et picaresques aventures d'un pasteur finnois défroqué et de son ours Belzeb).
- L'ours est un animal intelligent et occupe une place importante dans la saga À la croisée des mondes (1995-2000) de Philip Pullman.
- Otto. Autobiographie d'un ours en peluche de Tomi Ungerer (histoire d'un ours en peluche fabriqué en Allemagne, qui a vécu la Seconde Guerre mondiale et l'antisémitisme) 1999.

### 2000
- L'Ours des bois enchantés de Jones Peterson (1947-), 2000 ? [réf. nécessaire]
- Ours toujours, Xavier Hanotte, Belfond, 2004
- L'Ours de Philippe Huet, photographies de Vincent Munier, éd. Flammarion, 2005
- L'Ours : Histoire d'un roi déchu, Michel Pastoureau, Le seuil, 2007  (ISBN 978-2-02-021542-8)
- Xan de l'Ours (2008), la légende de l'homme sauvage, Marc Large, préface de Renaud, Ed. Cairn
- La peau de l'ours, de Joy Sorman, 2014.
- Dans la gueule de l'ours (2018), roman de James A. McLaughlin
- Embrasse l'ours et porte-le dans la montagne (2019), roman de Marc Graciano
- Comment cuire un ours (2021), de Mikael Niemi (en)

Lokis
Lokis est une nouvelle de Prosper Mérimée parue en 1869, la dernière de cet écrivain français. S'inspirant d'une légende lituanienne, elle relate le séjour d'un philologue prussien dans un château où il découvre peu à peu la nature trouble de son hôte, dont le lecteur doit comprendre qu'il est le fruit du viol d'une femme par un ours.

## Musique
- La Complainte de l'ours, chanson de Gérard Jaffrès
- Symphonie no 82 en do majeur, dite « L’Ours », symphonie parisienne de Joseph Haydn (1786)

## Art martial
L'art martial de l'ours imite de l'ours son enracinement, pour stimuler la rate et le pancréas : Il masse les viscères, et concentre sur le lien à la Terre. L'ours symbolise aussi : Puissance, renouveau, royauté.